# Духовный центр мусульман Ингушетии
Духовный центр мусульман Республики Ингушетия (ДЦМ Ингушетии, ДЦМ РИ), также Духовное управление мусульман Республики Ингушетия (ДУМ Ингушетии, ДУМ РИ) или муфтият Ингушетии (ингуш. Гӏалгӏай Республика духовни управлени), — российская централизованная религиозная организация (муфтият), действующая в Ингушетии с 1992 года и ранее входившая в состав Координационного центра мусульман Северного Кавказа. Помимо аппарата муфтия включает в себя Совет алимов Ингушетии и Совет общин и вирдов. Глава ДЦМ РИ избирается Съездом мусульман Ингушетии. ДЦМ РИ ориентируется на традиционный для ингушей кадирийский тарикат суфийского направления ислама. С 2019 года действует как незарегистрированное объединение.
При первом руководителе Магомеде Албогачиеве ДЦМ РИ активно сотрудничала с властями Ингушетии под руководством президента республики Руслана Аушева, контролировала мечети и мусульманские организации республики, занималась борьбой с ваххабизмом. Отношения муфтията со следующим президентом республики Муратом Зязиковым, предложившим легализовать некоторые ранее запрещённые мусульманские группировки, были напряжёнными. В 2004 году, после нападения боевиков на Назрань, Албогачиев ушёл в отставку, его сменил его первый заместитель Иса Хамхоев. После избрания президентом Ингушетии Юнус-Бека Евкурова отношения временно нормализовались, но около 2015 года конфликт между светскими и религиозными властями вступил в активную фазу, муфтият подвергался административному давлению и в 2019 году был юридически ликвидирован судом.

## История

### Сотрудничество с Аушевым
ДЦМ РИ был образован после распада Духовного управления мусульман Северного Кавказа (ДУМСК). В декабре 1989 года мусульманское духовенство Чечено-Ингушетии вышло из ДУМСК и образовало ДУМ Чечено-Ингушетии под руководством Шахида-Хаджи Газабаева, но осенью 1991 года в связи с распадом Чечено-Ингушетии ДУМ Чечено-Ингушетии был упразднён.
В июне 1992 года был создан ДЦМ РИ. 28 декабря 1992 года в Назрани прошёл его учредительный съезд, на котором его первым руководителем был избран Магомед Албогачиев, принадлежащий к суфийскому направлению ислама, входящий в кадирийский тарикат и являющийся последователем вирда Кунта-хаджи. 5 апреля 1993 года прошёл Съезд мусульман Ингушетии, его утвердивший.
13 апреля 1994 года прошёл Съезд мусульман Ингушетии, на котором было принято решение о вхождении ДЦМ РИ в Высший координационный центр Духовных управлений мусульман России (ВКЦ ДУМР). Также в 1994 году при участии Албогачиева и помощи Саудовской Аравии в Назрани открылся Исламский институт имени короля Фадха ибн Абдул Азиза, ставший первым мусульманским учебным заведением в Ингушетии.
В 1998 году ДЦМ РИ вышел из ВКЦ ДУМР и вошёл в состав только что созданного Координационного центра мусульман Северного Кавказа (КЦМСК). ДЦМ РИ стал ядром КЦМСК, штаб-квартира КЦМСК разместилась в Назрани, а глава ДЦМ РИ Албогачиев возглавил КЦМСК и находился на этой должности до 2003 года, когда его сменил муфтий Карачаево-Черкесии Исмаил Бердиев. Вместо Албогачиева в качестве представителя ДЦМ РИ в КЦМСК выступал С. К. Белхороев.
Под руководством Албогачиева ДЦМ РИ добился признания от российских властей и российских мусульманских религиозных организаций. Период его руководства характеризуется активным сотрудничеством светской и религиозной властей, в том числе участием ДЦМ РИ в предвыборных кампаниях. Албогачиева называли близким соратником президента Ингушетии Руслана Аушева (1992—2001), который занимался возрождением ислама в республике, чтобы перехватить инициативу у экстремистов-ваххабитов.
Албогачиев выступал за возрождение в Ингушетии традиционного ислама с активным восприятием суфизма и местных обычаев (адата). При нём применение шариатских норм получило более умеренную трактовку и смягчалось местными обычаями. Албогачиев выступал против ваххабизма и радикализации ингушских мусульман.

### Разногласия с Зязиковым
Отношения ДЦМ РИ со следующим президентом Ингушетии Муратом Зязиковым (2002—2008) были напряжёнными. Зязиков для расширения социальной базы своей власти пытался легализовать и привлечь на свою сторону некоторые мусульманские группировки, запрещённые при Аушеве, чем вызывал недовольство ДЦМ РИ. Зязикова часто обвиняют в распространении ваххабизма от чеченских беженцев. Ещё в январе 2003 года исламское духовенство Ингушетии направило президенту России коллективное обращение с просьбой «дать указание силовым структурам вести решительную борьбу с проявлениями экстремистских течений».
В июне 2004 года произошло нападение боевиков на Назрань, при этом боевики приложили особые усилия к поиску Албогачиева. После этого он подал в отставку и уехал из Ингушетии в Москву. Он объяснил решение неэффективностью политики Зязикова по противодействию ваххабизму и его неспособностью обеспечить безопасность в регионе. 8 июля 2004 года в должности муфтия Албогачиева сменил его первый заместитель Иса Хамхоев.

### Противостояние с Евкуровым
ДЦМ РИ обрёл прежнее влияние в 2008 году после избрания главой Ингушетии Юнус-Бека Евкурова (2008—2019). В марте 2011 года ДЦМ РИ создал Комитет по закяту (ежегодному мусульманскому налогу в одну сороковую часть имущества). Председателем комитета был избран Хизир Цолоев, имам центральной мечети Назрани. Также в 2011 году ДЦМ РИ был заложен исламский комплекс в Магасе, строительство которого финансировалось специальным фондом под руководством сенатора от Ингушетии Ахмета Паланкоева.
К 2014—2015 годам оформилось противостояние между Евкуровым и Хамхоевым. По мнению адвоката Калоя Ахильгова, в 2009—2010 годах являвшегося пресс-секретарем Евкурова, началом конфликта послужили перевыборы муфтия, которые Хамхоев провёл в 2009 году, когда Евкуров лежал в больнице после покушения на него.
По словам Ахильгова, перед следующими выборами муфтия в 2014 году Евкуров предложил ему уйти в отставку, но получил отказ. В 2015 году Евкуров предложил включить в структуру ДЦМ РИ салафитские мечети, но Хамхоев отказался. После этого началось административное давление на ДЦМ РИ: в 2015 году закрыли курируемое ДЦМ РИ радио «Ангушт», в 2016 году в ДЦМ РИ прошли проверки на финансовые нарушения.
Летом 2015 года Хамхоев и его сторонники попытались силой отставить имама Насыр-Кортской мечети Назрани салафитского проповедника Хамзата Чумакова, что привело к массовым столкновениям. После этого Евкуров вновь потребовал ухода Хамхоева. В январе 2016 года в администрации Ингушетии было создано Управление по делам религии, которому была передана организация хаджа.
По инициативе Евкурова управление Министерства юстиции России по Ингушетии подало иск о ликвидации ДЦМ РИ. 29 марта 2016 года прошёл Съезд мусульман Ингушетии, поддержавший Хамхоева. Также его поддержал верховный муфтий России Талгат Таджуддин. 31 января 2007 года неизвестные лица обстреляли автомобиль Хамхоева, когда тот ехал по Назрани, в результате тяжёлое ранение получил его сын. В сентябре 2017 иск был отозван в связи с заключением мирового соглашения; по мнению правозащитника Магомеда Муцольгова, это произошло, чтобы избежать скандала перед выборами главы Ингушетии, запланированными на 2018 год.
В феврале 2018 года Евкуров распорядился взять под контроль проповеди, читаемые в мечетях Ингушетии. В марте 2018 года в селе Долаково Росгвардия окружила школу хафизов, курируемую ДЦМ РИ. В мае 2018 года суд изъял у ДЦМ РИ землю под строящийся исламский комплекс в Магасе.
В результате в мае 2018 года ДЦМ РИ отлучил Евкурова от мусульманской общины, назвав 9 причин этого, включая «попытку ликвидировать муфтият республики Ингушетии и полную блокировку её деятельности с незаконным использованием административного ресурса», «преследование имамов населённых пунктов и работников духовного управления, попытки запугивания и угрозы в их адрес и адрес их близких» и «изъятие у ДЦМ республики Ингушетии земельного участка находящегося под строительством центральной мечети города Магас». В июне 2018 года глава Совета муфтиев России Ильдар Аляутдинов поставил под сомнение легитимность ДЦМ РИ и предложил ему подчиниться Евкурову.

### Поддержка протестов и ликвидация
В 2018 году ДЦМ РИ оказал поддержку протестам против проведения границы между Ингушетией и Чечнёй. 1 декабря 2018 года Съезд мусульман Ингушетии заявил, что пограничный договор Евкурова и главы Чечни Рамзана Кадырова «не соответствует интересам мусульман республики», «подрывает вековые братские отношения» между чеченцами и ингушами и служит разжиганию межнациональной розни. 12 января 2019 года КЦМСК приостановил участие в своей деятельности Хамхоева, призвав его не вмешиваться в деятельность государственных органов.
3 апреля 2019 года был проведён обыск у Хамхоева, а на следующий день его заместителя Мусу Мейриева оштрафовали за участие в митинге. 11 июня 2019 года силовики изъяли документы в ДЦМ РИ и провели обыски у Хамхоева и его брата, а также у кадия Ингушетии Абдурахмана Мартазанова. 26 июня 2019 года Евкуров ушёл в отставку. В июле 2019 года новым муфтием Ингушетии был избран Мартазанов. Перед голосованием Хамхоев, имам села Троицкое Али Арапханов и бывший ректор исламского института Магомед-Башир Аушев сняли свои кандидатуры. По мнению политолога Руслана Мартагова, смена муфтия стала возможной благодаря отставке Евкурова, потому что «Отставка под давлением Евкурова означала бы проявление слабости и потерю авторитета у верующих». В окружении Хамхоева заявили, что он давно обещал уйти в отставку сразу же после ухода Евкурова.
По словам заместителя муфтия Ингушетии Магомеда-Алима Хаштырова, после смены муфтия ДЦМ РИ дал понять властям, что готов с ними сотрудничать в рамках действующего законодательства, однако «стало понятно, что ситуация не изменилась». В августе 2019 года новый глава Ингушетии Махмуд-Али Калиматов распустил Управление по делам религии при главе Ингушетии.
В сентябре 2019 года Верховный суд Ингушетии вынес решение по новому иску управления Министерства юстиции России по Ингушетии, постановив ликвидировать ДЦМ РИ как юридическое лицо. По мнению главы ингушского отделения правозащитного центра «Мемориал» Тимура Акиева, такое решение стало следствием того, что «выступив против договора о новых границах между Ингушетией и Чечней, муфтий [Хамхоев] оказался на политическом поле борьбы не только с действующей республиканской властью, но и с федеральным центром».
В апреле 2020 года Мартазанов умер от COVID-19 и 10 августа 2020 года муфтием был вновь избран Хамхоев. Хамхоев не признал решение суда о ликвидации ДЦМ РИ и продолжил деятельность в качестве муфтия, посещая мечети, встречаясь с алимами (исламскими учёными) и жителями, из-за чего в отношении него завели административные дела о незаконной миссионерской деятельности. В январе-июне 2021 года он получил три штрафа; Верховный суд Ингушетии отменил один из штрафов в связи с истечением срока давности привлечения к административной ответственности, Пятый кассационный суд в Пятигорске оставил в силе решение Верховного суда Ингушетии.

## Устройство
ДЦМ РИ включает в себя председателя (муфтия), несколько его заместителей из числа алимов, аппарат муфтия, Совет алимов Ингушетии, а также кадият — шариатский суд Ингушетии — во главе с кадием Ингушетии и членов кадията. Сотрудники ДЦМ РИ являлись государственными служащими и получали зарплату из бюджета Ингушетии.
Муфтий избирается на Съезде мусульман Ингушетии сроком на пять лет. Делегатами съезда по должности являются муфтий, члены Совета алимов, члены кадията и сотрудники муфтията. Иные делегаты избираются на собраниях мусульман при мечетях. При ДЦМ РИ действует Совет общин и вирдов, ведущий работу в социальной сфере, а также Комитет по закяту (ежегодному мусульманскому налогу в одну сороковую часть имущества).
По состоянию на 2017 год у муфтията не было собственного помещения. Он располагался в Назрани, на проспекте Базоркина, д. 42.
Территориальная организация ДУМ РИ не предусматривала деления на мухтасибаты, приходы управлялись напрямую муфтием. В ведении ДЦМ РИ по состоянию на 1999 год находилось не менее 400 мечетей, в строительстве которых осуществляли помощь районные и сельские власти. В Ингушетии зарегистрировано 17 мусульманских организаций, все подчинялись ДЦМ РИ.

## Деятельность
При ДЦМ РИ действовали Ингушский исламский университет в Малгобеке, Исламский институт ДЦМ РИ в Назрани, среднее медресе Аль-Мухтар в Малгобеке и среднее медресе имени имама Газали в селе Яндаре Назрановского района. Во всех школах Ингушетии в 5-11-х классах ведётся преподавание основ мусульманской религии, преподаватели которой проходили ежегодную переаттестацию в ДЦМ РИ.
При ДЦМ РИ действовала комиссия, занятая примирением кровников и определяющая размер компенсации родственникам погибшего. ДЦМ РИ проводил кампании против спиртных напитков, наркотических веществ и рабовладения.
В 2010—2015 годах при ДЦМ РИ действовало радио «Ангушт» под руководством учёного-богослова Магомеда Хаштырова. Вещание осуществлялось на ингушском и русском языках на территории Ингушетии и в интернете. Радио занималось патриотическим воспитанием и противодействием экстремизму. Вещание было приостановлено вследствие конфликта между ДЦМ РИ и руководством Ингушетии. С 2004 года ДЦМ РИ выпускал свою первую газету «Ат-тихат» («Доверие»). Также ДЦМ РИ издавал ежемесячную газету «Светлый путь».
С 1999 года при ДЦМ РИ действовал кадият — шариатский суд Ингушетии. В 1999—2000 годах кадият Ингушетии действовал как официальный орган судебной власти, поддерживаемый Верховным судом Ингушетии; он рассмотрел более тысячи дел. В 2001 году по рекомендации Министерства юстиции России кадият Ингушетии стал консультативным органом для физических лиц. В 1999—2019 годах пост кадия — судьи шариатского суда Ингушетии — занимал Абдурахман Мартазанов, он участвовал в рассмотрении около 6 тысяч споров.

## Председатели
- 1992[6]/1993[4]—2004[16]: Магомед Албогачиев (переизбирался в 1994[38] и 1997[44] годах)
- 2004[16]—2019[22]: Иса Хамхоев (переизбирался в 2009[21] и 2014[45] годах)
- 2019—2020: Абдурахман Мартазанов[22]
- 2020—н. в.: Иса Хамхоев[22]